# Anisothecium humile
Anisothecium humile là một loài Rêu trong họ Dicranaceae. Loài này được (R. Ruthe) Lindb. mô tả khoa học đầu tiên năm 1887.